# Sciobia longicauda
Sciobia longicauda är en insektsart som beskrevs av Gaillat-airoldi 1939. Sciobia longicauda ingår i släktet Sciobia och familjen syrsor. Inga underarter finns listade i Catalogue of Life.